# Carettinae
Sous-famille
Les Carettinae sont une sous-famille de tortues. Elle a été décrite par John Edward Gray en 1825.

## Répartition
Ces tortues se rencontrent dans les eaux tropicales et tempérées.

## Liste des genres
Selon TFTSG (8 janvier 2012) :
- genre Caretta Rafinesque, 1814
- genre Lepidochelys Fitzinger, 1843

## Publication originale
- Gray, 1825 : A synopsis of the genera of reptiles and Amphibia, with a description of some new species. Annals of Philosophy, ser. 2, vol. 10, p. 193-217 (texte intégral).